# Cosimo Aldo Cannone
Aldo Cannone, al nombre civil Cosimo Aldo Cannone (Brindisi, 20 de marzo de 1984), es un piloto de motonáutica italiano retirado de la competición. Fue dos veces campeón mundial en la categoría Endurance S1 (2007 y 2008) del Mundial UIM, y dos veces campeón de Italia (categoría S3 en 2006 y S1 en 2007) del campeonato italiano FIM.

## Carrera deportiva
Cannone inició su carrera en 2003, participando en el campeonato italiano de motonáutica. A lo largo de su trayectoria logró numerosos éxitos, incluyendo dos títulos mundiales y dos títulos nacionales. En 2007 recibió del Comité Olímpico Italiano la medalla de oro al mérito deportivo. En 2009 se retiró de la competición.

## Actividad empresarial y literaria
En 2020 fundó Cannone Corporation, de la cual es presidente y director ejecutivo.
Tras su retiro del deporte, inició una carrera literaria, publicando en 2025 su primera colección de poemas de amor titulada Cuore italiano.